# 平成筑豊鉄道門司港レトロ観光線

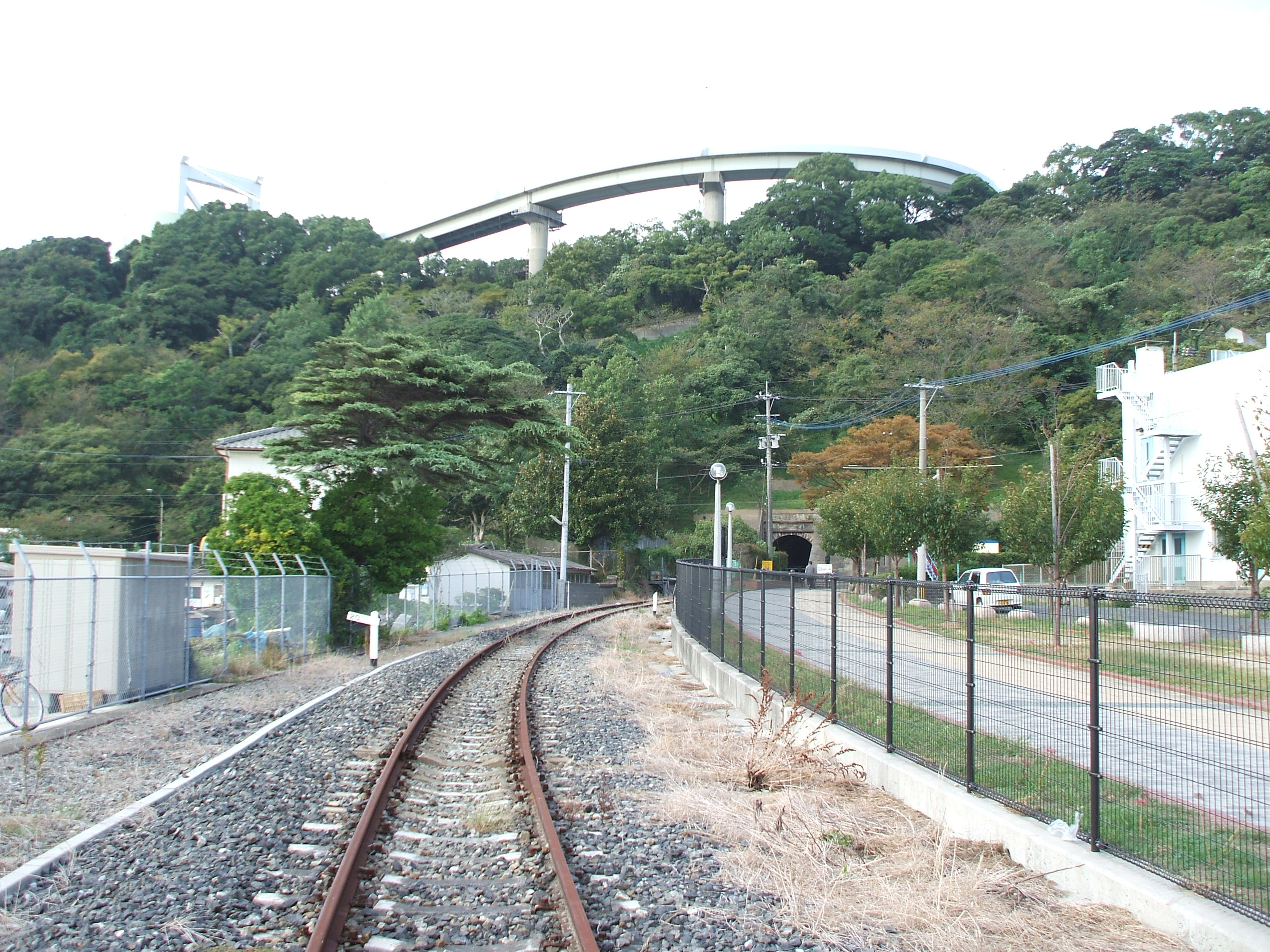
ノーフォーク広場（レストラン「ら・むゑっと」入口）駅設置予定地付近。奥には和布刈トンネルが見える。（2007年10月）

門司港レトロ観光線（もじこうレトロかんこうせん）は、福岡県北九州市門司区の九州鉄道記念館駅から関門海峡めかり駅までを結ぶ鉄道路線である。北九州市が第三種鉄道事業者として施設を保有し、平成筑豊鉄道が第二種鉄道事業者として車両を保有し列車を運行する上下分離方式を採用している。
愛称は、当初ネーミングライツを取得した山口銀行（本店：山口県下関市）により「やまぎんレトロライン」と名づけられ、その後命名権が同行の九州内の営業を引き継いだ北九州銀行に継承されたことに伴い「北九州銀行レトロライン」に改称された。列車の愛称は「潮風号」。

## 概要
北九州市が観光スポットとして整備した門司港レトロ地区には、日本貨物鉄道（JR貨物）が第一種鉄道事業者となっていた鹿児島本線貨物支線である門司港駅 - 外浜駅間および北九州市が保有する田野浦公共臨港鉄道の廃線跡が存在しており、これらの路線を活用して観光客向けのトロッコ列車を運行するものである。
田野浦公共臨港鉄道の廃線跡ならびにJR貨物の門司港駅 - 外浜駅間は北九州市が買い取った。
2008年（平成20年）3月13日に平成筑豊鉄道および北九州市から事業許可の申請が行われ、常設の普通鉄道として特定目的鉄道の制定後初の事例として同年6月4日に事業許可を受け、2009年（平成21年）4月26日に開業した。
休止貨物線や他鉄道で使われていた車両（後述）を再活用しての観光振興が評価され、2009年（平成21年）に第8回「日本鉄道賞」の特別表彰に選ばれた。

### 路線データ
- 管轄（事業種別）：平成筑豊鉄道（第二種鉄道事業者）・北九州市（第三種鉄道事業者）
- 路線距離：九州鉄道記念館 - 関門海峡めかり間 2.1km
- 軌間：1067mm
- 駅数：4駅
- 複線区間：なし（全線単線）
- 電化区間：なし（全線非電化）
- 閉塞方式：スタフ閉塞式[1]
- 保安装置：ATS-SK[1]
- 最高速度：15km/h[1]

## 歴史
- 1929年（昭和4年）2月13日 門司築港（1943年（昭和18年）12月に門築土地鉄道に改称）により、門司（現・門司港）駅 - 門築大久保駅間 (1.5km) が開業。
- 1930年（昭和5年）4月1日 外浜駅開業。門司（現・門司港）駅 - 外浜駅間は国鉄鹿児島本線の貨物支線となる。
- 1960年（昭和35年）4月15日 門築土地鉄道線が廃止。門築大久保駅 - 田野浦駅間の側線を含めて市営田野浦公共臨港鉄道となる。
- 1987年（昭和62年）4月1日 国鉄分割民営化により、門司港駅 - 外浜駅間をJR貨物が継承。
- 1988年（昭和63年） 北九州市が門司港レトロ第一期整備事業を開始。
- 1991年（平成3年） 北九州市が門司港レトロの観光客を対象とした観光列車の運転を検討開始。
  - この検討の過程で、1997年（平成9年）6月に鉄道事業法施行時の手続きミスが発覚し、田野浦公共臨港鉄道の事業免許が無免許状態であったことが判明する。北九州市は鉄道事業法施行に伴い田野浦公共臨港鉄道の第三種鉄道事業免許を取得しなければならなかったが、運営を事実上国鉄に丸投げしていたためその事を失念しており、運営を国鉄から引き継いだ日本貨物鉄道（JR貨物）は北九州市に前述の免許を取得するよう督促を出さなければならなかったのにこれも失念され、更に両者に田野浦公共臨港鉄道の営業に必要な鉄道事業免許の取得を督促する義務があった九州運輸局までもがその事を失念した結果であった。なお、無免許であることを報じた1997年6月20日の毎日新聞（西部夕刊）によると、九州運輸局は「放置していたのは事実で、反省している。早急に北九州市と話し合う」、北九州市は「認識が甘く、見過ごしてきた。九州運輸局の指導を待ち、早急に対処したい」、JR貨物は「九州運輸局から何の指導もなく、受託に許可はいらないと思っていた」、とのコメントが掲載された[9]。
- 1999年（平成11年）5月27日 田野浦公共臨港鉄道が外浜駅の側線として認可され、無免許の問題が解決する。
- 2004年（平成16年）3月25日 貨物列車の運行が終了する。
- 2005年（平成17年）10月1日 全線正式に営業休止。
- 2006年（平成18年）
  - 4月29日-30日、5月3日-7日 北九州市が田野浦公共臨港鉄道の一部（現在の出光美術館駅とノーフォーク広場駅の間の一部）を使用してトロッコ列車を運転するイベントを開催。トロッコ列車は旧国鉄上山田線の熊ヶ畑駅跡付近で毎年秋に行われる「トロッコフェスタ」の車両を使用した。列車愛称名は「しおかぜ号」、かつてのブルートレイン「あさかぜ」のヘッドマークに似せたヘッドマークが先頭に取り付けられた。
  - 秋 田野浦公共臨港鉄道沿線の和布刈公園付近で土砂災害が発生、線路が土砂に埋まる。翌年2月頃までに土砂を撤去。
- 2007年（平成19年）
  - 4月28日-30日、5月3日-6日 第2回目のトロッコ列車イベントを開催。但し運行場所は外浜駅付近に変更され、手漕ぎトロッコ「メロディ号」が登場した。
  - 10月6日-8日 第3回目となるトロッコ列車イベントを開催。この回は和布刈公園付近から和布刈トンネル内で折り返す運行となり、前述の「しおかぜ号」が再び登場した。
- 2008年（平成20年）
  - 3月13日 平成筑豊鉄道および北九州市が国土交通省九州運輸局に事業許可を申請する[10]。
  - 5月3日-6日 第4回目となるトロッコ列車イベント「鉄道体験レールパーク」を開催。運行場所は第3回目と同じ。前述の「しおかぜ号」「メロディ号」に加え軌道自転車や平成筑豊鉄道の車両も登場した[11]。
  - 6月4日 国土交通省九州運輸局が平成筑豊鉄道および北九州市に対して許可書を交付する。
  - 9月5日 JR貨物の門司港駅 - 外浜駅間が廃止となる。
- 2009年（平成21年）
  - 1月30日 線名愛称が「やまぎんレトロライン」に決定。4駅の正式駅名が決定[12][13]。
  - 2月上旬 料金・予約方法等営業に関する事項の決定。
  - 2月中旬 車両の搬入。
  - 2月下旬 駅や車庫などの施設整備が完了。
  - 3月中旬 鉄道施設・工事の完成検査、開業監査。
  - 3月下旬 試運転を開始。
  - 4月26日 門司港レトロ観光線 九州鉄道記念館駅 - 関門海峡めかり駅間開業。[14]
  - 10月14日 観光トロッコ列車が第8回「日本鉄道賞」の特別表彰に選定、表彰される[8]。
  - 11月21日 利用客が20万人を突破。
- 2010年（平成22年）3月13日 1往復増発し1日14往復運転に。
- 2011年（平成23年）11月3日 線名愛称を「やまぎんレトロライン」から「北九州銀行レトロライン」に変更[3]。
- 2013年（平成25年）3月16日 1日11往復運転に[15]。
- 2018年（平成30年）7月6日 平成30年7月豪雨による線路内土砂流入のため運休[16]（7月21日運行再開[17]）。

## 沿線概況
九州鉄道記念館駅から北東に向けて進み、左にカーブして北に向きを変え、門司港レトロ地区の市街地を抜けていく。出光美術館駅とノーフォーク広場駅の中間部でやや左にカーブし、左手に海、右手に倉庫・工場・マンションなどを見ながら進む。ノーフォーク広場駅を過ぎると右にカーブし、県道門司東本町線の踏切を経て和布刈トンネルに入り、和布刈公園の下を抜ける。和布刈トンネルを出ると左手に関門海峡を遠望しながら右にカーブし、保存されているEF30形電気機関車とオハフ33形客車の横を通り終点の関門海峡めかり駅に到着する。

## 運行形態
列車には「潮風号」の愛称が付けられている。運行速度は15km/h。
10時台から17時台まで40分間隔で1日11往復が運行される。すべて九州鉄道記念館 - 関門海峡めかり間の折り返し運行となっており、定期運行は毎年年末年始を除く土・日・祝日を基本として行われ、定期運行のない日でも貸切列車に限り運行される。2021年度までは定期運行は毎年3月中旬から11月下旬の土・日・祝日および春休み・夏休みの年間130日程度であった（夏休みの平日運行は2023年度まで実施）。
全区間の片道所要時間は10分。折り返し時間は10分。車両基地として旧・門築大久保駅付近に瀬戸町車庫を設置したが、関門海峡めかり駅 - 瀬戸町車庫間は旅客営業を行わない。

## 利用客数
開業初年度の2009年度は21万人、2024年度は11万人。

## 運賃
運賃は均一制で大人片道300円、小人150円である。全席自由席であるが、12名以上の団体が事前に予約した場合には指定席が設けられる。
なお、この路線は観光輸送に特化しているため、定期乗車券は発売されていない。
無人駅からきっぷを持たずに乗車する場合は、車掌に運賃を支払い車内で発券を受ける。
- 1日フリーきっぷ - 一日乗車券。2012年発売開始。
- 関門海峡クローバーきっぷ - 「潮風号」、サンデン交通バス御裳川 - 唐戸間、関門汽船各1回分の乗車券・乗船券のセットで、潮風号とサンデン交通バスの間に関門人道トンネル（歩行者通行料無料）を介することで関門海峡を1周することができる。デジタル乗車券の販売も開始しており、「RYDE PASS」アプリで購入できる。2023年より「潮風号」の運行しない日は替わりに西鉄バス北九州の門司港駅前 - 和布刈間を利用することが可能になった。

## 車両
列車編成はトロッコ客車2両（トラ701・702）をディーゼル機関車（DB101・DB102）で挟んだ4両編成である。この4両以外に当路線に所属する車両はない。
トロッコ客車は島原鉄道でトロッコ列車「島鉄ハッピートレイン」に使用されていた車両で、国鉄トラ70000形貨車を改造したものである。指定席車の1号車（トラ701）は座席42席、自由席車の2号車（トラ702）は座席36席と車椅子スペースが設置されている。
機関車は南阿蘇鉄道でトロッコ列車「ゆうすげ号」に使用されていた車両である。
機関車・客車とも、青色基調の塗装でオリエント急行をイメージしたものである。

## 主なイベント
- 2009年（平成21年）8月に6日間、「潮風ビアガーデン」と称し料理、ビール付きのビール列車が夜間に運行された。このビール列車は2010年（平成22年）、2011年（平成23年）も8月に期日限定で運行された。
- 2012年（平成24年）4月からは、「ゆるキャラ競争（門司港トロッコ競争）」と称するイベントが開催されている。このイベントは運行速度の遅い「潮風号」を相手に、キャラクターたちがチームを組んで走って競争するというもの。キャラクターはいわゆる「ゆるキャラ」だけでなく、ご当地ヒーローものや現役競輪選手も参加したことがある。

## 駅一覧
- 全駅とも福岡県北九州市門司区所在。
- 全線単線、行き違い設備無し。

| 駅名               | 駅間キロ | 営業キロ | 接続路線                                    |
| ------------------ | -------- | -------- | ------------------------------------------- |
| 九州鉄道記念館駅   | -        | 0.0      | 九州旅客鉄道： 鹿児島本線（門司港駅：JA31） |
| 出光美術館駅       | 0.5      | 0.5      |                                             |
| ノーフォーク広場駅 | 0.9      | 1.4      |                                             |
| 関門海峡めかり駅   | 0.7      | 2.1      |                                             |